# Mike Amiri

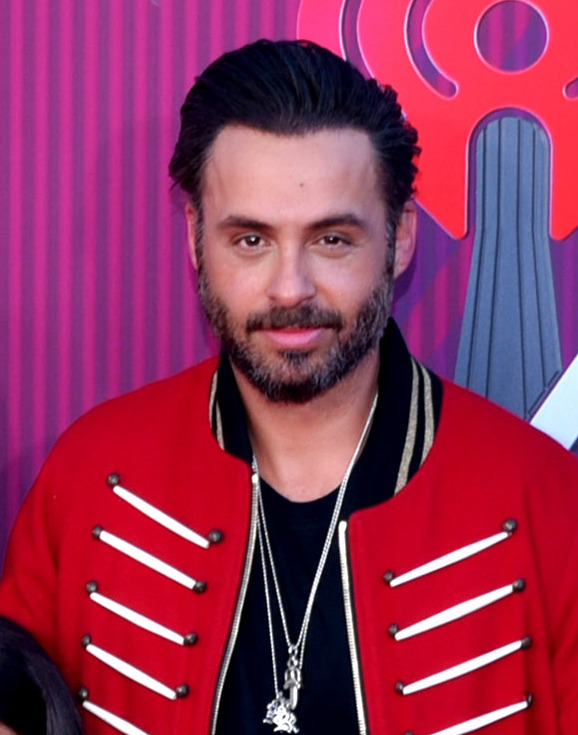
Mike Amiri (2019)

Mike Amiri (* 6. September 1976 in Los Angeles) ist ein iranisch-amerikanischer Modedesigner und Gründer, CEO und Creative Director von AMIRI, einem amerikanischen Modeunternehmen, das in den Bereichen Haute Couture und Luxusgüter tätig ist.

## Leben
Amiri wuchs in Hollywood als Sohn iranischer Emigranten auf. Bevor er seine eponyme Marke AMIRI im Alter von 37 Jahren 2014 gründete, schneiderte er Bühnenkleidung für Musiker wie Axl Rose und Steven Tyler. Das in Los Angeles beheimatete Unternehmen ist von der Underground-Rock-Szene inspiriert. Das Unternehmen hat rund 150 Mitarbeiter und vier Einzelhandelsgeschäfte in Los Angeles, Miami, New York und Las Vegas. Seine Produkte werden von rund 160 Boutiquen und Kaufhäusern weltweit geführt. Seit 2018 ist Amiri Mitglied im Council of Fashion Designers of America. Im Jahr 2019 übernahm der von Renzo Rosso gegründete italienische Luxuskonzern OTB Group eine 20-prozentige Beteiligung an dem Unternehmen.